# Andrea Hensgen
Andrea Hensgen (* 28. Juni 1959 in Mettlach) ist eine deutsche Autorin.

## Leben
Andrea Hensgen wuchs in Nennig an der Mosel auf. Nach dem Schulbesuch studierte sie Deutsche Sprach- und Literaturwissenschaft, Politologie und Soziologie und arbeitete bis 1994 als Dozentin für Literaturwissenschaft. Seit 1994 lebt sie als freischaffende Autorin.
Für das Jahr 2017 ist sie die Stadtschreiberin in dem Nordseebad Otterndorf, eine niedersächsische Kleinstadt mit 7.200 Einwohnern an der Elbmündung, ca. 15 km von Cuxhaven entfernt.
Andrea Hensgen wuchs in einem kleinen Dorf an der Mosel auf. Nach dem Studium der Literatur- und Politikwissenschaften an der Universität Saarbrücken und der Ausbildung zur Gymnasiallehrerin in Karlsruhe widmete sie sich vorrangig ihren drei Kindern und der schriftstellerischen Arbeit.
Aus der intensiven Beschäftigung mit der europäischen Literatur entstanden ihre ersten literarischen Werke, Romane für Jugendliche. Sie zeichnen sich darin aus, wie sie kulturgeschichtliche Themen mit Konflikten heutiger Jugendlicher verbinden. Bereits für ihr zweites Jugendbuch Hamlet redet zuviel erhielt sie 1997 das Jahresstipendium des Landes Baden-Württemberg.
In den folgenden Jahren wagte sie sich an die Herausforderung der Belletristik und veröffentlichte Romane, Erzählungen und eine Novelle. Was anfangs eher nebenbei geschah, das Schreiben von Bilder- und Kinderbüchern, entwickelte sich zusehends zu einem wichtigen Arbeitsbereich. Im Jahr 2011 wurde diese Arbeit mit drei Preisen ausgezeichnet, der Kinderbuchautorenresidenz des Landes Luxemburg „Struwwelpippi kommt zur Springprozession“, dem Kinderbuchpreis „Nordstemmer Zuckerrübe“ für Darf ich bleiben, wenn ich leise bin? und dem „Preis der Bad Iburger Schlossgeschichten“ für Besuch bei Oma.
Zusätzlich erhielt Andrea Hensgen im Mai 2011 das „Vilnius“- Stipendium des Hessischen Literaturrats.
Neben dem literarischen Schreiben sind aus Hensgens Interesse an Pädagogik und Erziehung in den letzten Jahren zwei pädagogische Sachbücher entstanden, zum Thema „Märchen in der frühen Kindheit“ und zu Kirchenraumerkundungen mit Kindern.
Zu diesen ebenso wie zu literarischen Themen bietet Hensgen Seminare und Fortbildungen für spezifische Berufsgruppen an, meist in Zusammenarbeit mit öffentlichen und kirchlichen Trägern.
Um im Bereich der Kinderliteratur nicht die Verbindung zu ihren jungen Lesern zu verlieren, arbeitet sie seit Ende 2016 als Lehrerin in einer Frankfurter Grundschule. Der Förderung der Kinder dient auch ihr Projekt „Philosophieren mit Kindern“. Im gemeinsamen Spielen, Schreiben und Diskutieren lernen die Kinder, ihren eigenen Standpunkt zu moralischen Fragen zu finden und zu behaupten.

## Werke
- Ein Käfig ging einen Vogel suchen. Knesebeck, München 2022.
- Mit ZORRO durch die Nacht. Magellan, Bamberg Sommer 2016.
- Romy, Schneider und der schwarze Riese. Kinderkrimi, Lambertus Verlag, Freiburg  Sommer 2016.
- Praxishandbuch Kirchenraum. Pädag. Fachbuch, Lambertus Verlag, Freiburg Herbst 2015.
- Praxishandbuch Märchen. Pädag. Fachbuch, Lambertus Verlag, Freiburg Frühjahr 2015.
- Leila legt los! Bilderbuch. Thienemann Verlag, Stuttgart 2014.
- Der Papst kommt. Roman, Lindemanns Bibliothek, 2013.
- Ferien daheim. Gartenbuch für Kinder, Velber Verlag, Freiburg Frühjahr 2012.
- Auf kleinen Pfoten kommt das Glück. Bilderbuch, Thienemann Verlag, Stuttgart Frühjahr 2012 (2012 übersetzt ins Niederländische).
- Sophie in der Pizzeria. Duden Lese-Detektive, Frühjahr 2012.
- Als Fedka fast im Gefängnis gelandet wäre. Bilderbuchgeschichte. Gecko. Heft, 27. Jan. 2012.
- Besuch bei Oma. von Andrea Hensgen und Joëlle Tourlonias, Jacoby & Stuart, Berlin 2011 (2013 übersetzt ins Portugiesische).
- Der große Hund. Bilderbuch, Peter Hammer Verlag, Wuppertal Frühjahr 2011(2014 übersetzt ins Niederländische, Spanische und Chinesische).
- Willy. Mama wollte doch winken. Bilderbuch, Thienemann Verlag, Stuttgart Frühjahr 2011 (2012 übersetzt ins Dänische und Chinesische).
- Frohe Ostern, Sophie! Duden Lese-Detektive, Frühjahr 2011.
- Unser Gartenjahr mit Bertha. Gartenbuch für Kinder, Velber Verlag, Freiburg Frühjahr 2011.
- Shorty. Der Professor und der kleine Affe. Peter Hammer Verlag, Wuppertal August 2010.
- Als Häschen den Käpt'n absetzte. von Andrea Hensgen und Aljoscha Blau, Jacoby & Stuart, Berlin 2010.
- Als Häschen den Sheriff erschoss. von Andrea Hensgen und Aljoscha Blau, Jacoby & Stuart. Berlin 2009.
- Darf ich bleiben, wenn ich leise bin? 2 CDs von Andrea Hensgen und Peter Lieck, Igel-Records, 2004.
- Darf ich bleiben, wenn ich leise bin? von Andrea Hensgen und Daniel Napp dtv, München 2003 (2004 übersetzt ins Thailändische und 2008 ins Koreanische).
- Marquise, Sie stellen Fragen! Unmoralische Geschichten. Dtv, München 2003 (2006 übersetzt ins Tschechische).
- Sie ging in die Stadt, um sich die Mädchen anzuschauen, Carlsen, Hamburg 2002.
- Im Sitzen kann ich besser gucken. Peter Hammer, Wuppertal 2002.
- Der kleine Tod. dtv, München 2001.
- Melusine. Die Welt muß romantisch werden. Beltz & Gelberg, Weinheim 2002 (2002 übersetzt ins Spanische).
- Das blaue Sofa. Von der Kunst, erwachsen zu werden, C. Bertelsmann, München 1998.
- Hamlet redet zu viel. C. Bertelsmann, München 1997.
- Dich habe ich in die Mitte der Welt gestellt. C. Bertelsmann, München 1996 (1999 übersetzt ins Koreanische und 2001 in Brasilianische).

## Auszeichnungen
- 1997 Förderpreis und das Stipendium des Landes Baden-Württemberg
- 2011 Auszeichnung mit dem Kinderbuchpreis Nordstemmer Zuckerrübe